# Pavel Delinga
Pavel Delinga, též Pavol Delinga (* 23. ledna 1939 Devičany), je bývalý slovenský generální dozorce Evangelické církve augsburského vyznání a politik za Rolnickou stranu Slovenska a Novou agrární stranu, později za HZDS, po sametové revoluci československý poslanec Sněmovny národů Federálního shromáždění, od 90. let poslanec Národní rady SR.

## Biografie
Narodil se a stále žije v obci Devičany v okrese Levice. Jeho manželkou je Božena, rozená Drahošová. Má tři děti a pět vnuků. V roce 1957 absolvoval Zemědělskou technickou školu v Levicích a v roce 1962 Agronomickou fakultu Vysoké školy zemědělské v Brně. Působil v zemědělských podnicích a organizacích v Levicích a v letech 1969-1995 i v ústředních úřadech v Bratislavě. Roku 1980 získal titul kandidát věd. Během pražského jara v roce 1968 se veřejně angažoval v obhajobě zájmů mladých zemědělců. Byl předsedou Asociace agroklubů Slovenska. Před rokem 1989 nebyl členem žádné politické strany.
Politicky se začal angažovat po sametové revoluci. 20. října 1990 byl na ustavujícím sjezdu zvolen předsedou nové politické formace Roľnícka strana Slovenska. Ve volbách roku 1992 byl zvolen do slovenské části Sněmovny národů. Zasedal v poslaneckém klubu Sociálnědemokratické strany na Slovensku. Ve Federálním shromáždění setrval do zániku Československa v prosinci 1992. Uvádí se bytem Bratislava.
Před parlamentními volbami na Slovensku roku 1994 utvořila Rolnická strana Slovenska koalici s HZDS a za ni byl zvolen poslancem Národní rady Slovenské republiky. V roce 1997 se Rolnická strana Slovenska sloučila s další agrární politickou formací do Nové agrární strany, jejímž předsedou se opět stal Pavel Delinga. Ta se ovšem v roce 1998 sloučila s HZDS. V parlamentních volbách roku 1998 byl zvolen poslancem NR SR za HZDS. Bytem je uváděn v obci Devičany. Byl mu udělen Řád Andreje Hlinky.
Byl dlouhodobě aktivní v Evangelické církvi augsburského vyznání na Slovensku (v období let 1969-1998 členem církevního sboru Bratislava, od roku 1998 v církevním sboru v rodných Devičanech, kde byl presbyterem a v letech 2006-2012 sborním dozorcem). V roce 2006 byl zvolen generálním dozorcem Evangelické církve augsburského vyznání na Slovensku. Post zastával do roku 2012, kdy proběhly nové volby generálního dozorce.